# Caryl Cordt-Moller
Caryl Cordt-Moller, né le 16 juin 2000, est un athlète professionnel de parkour.

## Biographie
Cordt-Moller a commencé le parkour à l'âge de douze ans. En 2019, il remporte notamment le championnat du monde de jeu du chat (World Chase Tag) au sein de l'équipe United.
En mai 2024, il a remporté l'argent en speed lors de la Coupe du monde de Montpellier. Il participe à la Cérémonie d'ouverture des Jeux olympiques de Paris en tant que porteur de flamme masqué. En septembre 2024, Cordt-Moller remporté le bronze en vitesse à la Coupe du monde de Coimbra. En novembre 2024, il a remporté l'or en vitesse aux championnats du monde de parkour.
Il est médaillé d'or en speed aux Jeux mondiaux de 2025 à Chengdu.